# Copa Libertadores 1986
Navigation
Édition précédente Édition suivante
La Copa Libertadores 1986 est la 27e édition de la Copa Libertadores. Le club vainqueur de la compétition est désigné champion d'Amérique du Sud 1986 et se qualifie pour la Coupe intercontinentale 1986 et la Copa Interamericana 1986.
C'est le club argentin de River Plate qui remporte le trophée cette année, après avoir battu en finale les Colombiens de l'América de Cali, finalistes pour la seconde année consécutive. C'est en revanche le premier titre pour River, qui avait auparavant échoué à deux reprises en finale (1966 et 1976). L'attaquant uruguayen du Sociedad Deportivo Quito, Juan Carlos de Lima, est sacré meilleur buteur de la compétition avec un total de neuf réalisations.
La compétition conserve le même format que lors de l'édition précédente : les dix-huit équipes engagées sont réparties en cinq poules (avec pour chaque poule deux clubs de deux pays). Seul le premier de chaque groupe accède au deuxième tour où ils sont rejoints par le tenant du titre. Deux poules de trois sont formées et le meilleur de chaque poule se qualifie pour la finale, jouée en matchs aller-retour, avec un match d'appui éventuel en cas d'égalité sur les deux rencontres.

## Clubs engagés
- Asociación Atlética Argentinos Juniors - Tenant du titre
- Club Atlético River Plate - Champion d'Argentine 1985-1986
- Club Atlético Boca Juniors - Vainqueur de la Liguilla pré-Libertadores 1986
- Club Bolívar - Champion de Bolivie 1985
- Club Deportivo Jorge Wilstermann - Vice-champion de Bolivie 1985
- Coritiba Foot Ball Club - Champion du Brésil 1985
- Bangu Atlético Clube - Vice-champion du Brésil 1985
- Club de Deportes Cobresal
- Club Deportivo Universidad Católica - Vainqueur de la Liguilla pré-Libertadores 1985
- Corporación Deportiva América Cali - Champion de Colombie 1985
- Asociación Deportivo Cali - Vice-champion de Colombie 1985
- Barcelona Sporting Club - Champion d'Équateur 1985
- Sociedad Deportivo Quito - Vice-champion d'Équateur 1985
- Club Olimpia - Champion du Paraguay 1985
- Club Nacional - Vice-champion du Paraguay 1985
- Club Universitario de Deportes - Champion du Pérou 1985
- Universidad Técnica de Cajamarca - Vice-champion du Pérou 1985
- Club Atlético Peñarol - 1er de la Liguilla pré-Libertadores 1985
- Montevideo Wanderers - 2e de la Liguilla pré-Libertadores 1985
- Deportivo Táchira FC - Champion du Venezuela 1985 (forfait)
- Estudiantes de Mérida - Vice-champion du Venezuela 1985  (forfait)

## Compétition

### Premier tour
| Rang | Équipe                     | Pts | J | G | N | P | Bp | Bc | Diff |  | Résultats (▼ dom., ► ext.) | RPl | Wan | Boc | Peñ |
| ---- | -------------------------- | --- | - | - | - | - | -- | -- | ---- |  | -------------------------- | --- | --- | --- | --- |
| 1    | Club Atlético River Plate  | 11  | 6 | 5 | 1 | 0 | 13 | 4  | +9   |  | Club Atlético River Plate  |     | 4-2 | 1-0 | 3-1 |
| 2    | Montevideo Wanderers       | 6   | 6 | 3 | 0 | 3 | 10 | 10 | 0    |  | Montevideo Wanderers       | 0-2 |     | 2-0 | 1-0 |
| 3    | Club Atlético Boca Juniors | 6   | 6 | 2 | 2 | 2 | 7  | 8  | -1   |  | Club Atlético Boca Juniors | 1-1 | 3-2 |     | 1-1 |
| 4    | Club Atlético Peñarol      | 1   | 6 | 0 | 1 | 5 | 4  | 12 | -8   |  | Club Atlético Peñarol      | 0-2 | 1-3 | 1-2 |     |

| Rang | Équipe                    | Pts | J | G | N | P | Bp | Bc | Diff |  | Résultats (▼ dom., ► ext.) | ACa | DCa | Cob | Cat |
| ---- | ------------------------- | --- | - | - | - | - | -- | -- | ---- |  | -------------------------- | --- | --- | --- | --- |
| 1    | América de Cali           | 9   | 6 | 3 | 3 | 0 | 8  | 4  | +4   |  | América de Cali            |     | 0-0 | 0-0 | 2-1 |
| 2    | Asociación Deportivo Cali | 7   | 6 | 2 | 3 | 1 | 8  | 5  | +3   |  | Asociación Deportivo Cali  | 0-1 |     | 1-1 | 3-1 |
| 3    | Club de Deportes Cobresal | 7   | 6 | 1 | 5 | 0 | 6  | 5  | +1   |  | Club de Deportes Cobresal  | 2-2 | 1-1 |     | 1-1 |
| 4    | CD Universidad Católica   | 1   | 6 | 0 | 1 | 5 | 5  | 13 | -8   |  | CD Universidad Católica    | 1-3 | 1-3 | 0-1 |     |

| Rang | Équipe                    | Pts | J | G | N | P | Bp | Bc | Diff |  | Résultats (▼ dom., ► ext.) | Bol | JWi | Uni | Caj |
| ---- | ------------------------- | --- | - | - | - | - | -- | -- | ---- |  | -------------------------- | --- | --- | --- | --- |
| 1    | Club Bolívar              | 9   | 6 | 4 | 1 | 1 | 12 | 7  | +5   |  | Club Bolívar               |     | 2-0 | 4-0 | 2-1 |
| 2    | CD Jorge Wilstermann      | 6   | 6 | 3 | 0 | 3 | 11 | 8  | +3   |  | CD Jorge Wilstermann       | 1-2 |     | 4-0 | 2-0 |
| 3    | Universitario de Deportes | 6   | 6 | 3 | 0 | 3 | 9  | 11 | -2   |  | Universitario de Deportes  | 3-0 | 1-2 |     | 2-0 |
| 4    | UT Cajamarca              | 3   | 6 | 1 | 1 | 4 | 7  | 13 | -6   |  | UT Cajamarca               | 2-2 | 3-2 | 1-3 |     |

| Rang | Équipe                   | Pts | J | G | N | P | Bp | Bc | Diff |  | Résultats (▼ dom., ► ext.) | Bar | Cor | DQu | Ban |
| ---- | ------------------------ | --- | - | - | - | - | -- | -- | ---- |  | -------------------------- | --- | --- | --- | --- |
| 1    | Barcelona Sporting Club  | 8   | 6 | 2 | 4 | 0 | 7  | 5  | +2   |  | Barcelona Sporting Club    |     | 1-1 | 3-3 | 1-0 |
| 2    | Coritiba Foot Ball Club  | 7   | 6 | 2 | 3 | 1 | 8  | 5  | +3   |  | Coritiba Foot Ball Club    | 0-0 |     | 3-1 | 2-0 |
| 3    | Sociedad Deportivo Quito | 7   | 6 | 2 | 3 | 1 | 12 | 11 | +1   |  | Sociedad Deportivo Quito   | 0-0 | 2-1 |     | 3-1 |
| 4    | Bangu Atlético Clube     | 2   | 6 | 0 | 2 | 4 | 6  | 12 | -6   |  | Bangu Atlético Clube       | 1-2 | 1-1 | 3-3 |     |

| Rang | Équipe                | Pts     | J       | G       | N       | P       | Bp      | Bc      | Diff    |  | Résultats (▼ dom., ► ext.) | Oli | Nac |
| ---- | --------------------- | ------- | ------- | ------- | ------- | ------- | ------- | ------- | ------- |  | -------------------------- | --- | --- |
| 1    | Club Olimpia          | 4       | 2       | 2       | 0       | 0       | 5       | 2       | +3      |  | Club Olimpia               |     | 3-1 |
| 2    | Club Nacional         | 0       | 2       | 0       | 0       | 2       | 2       | 5       | -3      |  | Club Nacional              | 1-2 |     |
| 3    | Estudiantes de Mérida | Forfait | Forfait | Forfait | Forfait | Forfait | Forfait | Forfait | Forfait |  |                            |     |     |
| 4    | Deportivo Táchira FC  | Forfait | Forfait | Forfait | Forfait | Forfait | Forfait | Forfait | Forfait |  |                            |     |     |

- La FIFA a suspendu la Fédération vénézuélienne  pour irrégularités dans son administration et n'a pas autorisé Estudiantes de Mérida et le Deportivo Táchira FC à prendre part à la compétition.

### Deuxième tour
| Rang | Équipe                    | Pts | J | G | N | P | Bp | Bc | Diff |  | Résultats (▼ dom., ► ext.) | RPl | AJu | Bar |
| ---- | ------------------------- | --- | - | - | - | - | -- | -- | ---- |  | -------------------------- | --- | --- | --- |
| 1    | Club Atlético River Plate | 5   | 4 | 2 | 1 | 1 | 7  | 3  | +4   |  | Club Atlético River Plate  |     | 0-2 | 4-1 |
| 2    | Argentinos JuniorsT       | 5   | 4 | 2 | 1 | 1 | 3  | 1  | +2   |  | Argentinos Juniors         | 0-0 |     | 1-0 |
| 3    | Barcelona Sporting Club   | 2   | 4 | 1 | 0 | 3 | 2  | 8  | -6   |  | Barcelona Sporting Club    | 1-0 | 0-3 |     |

| Rang | Équipe          | Pts | J | G | N | P | Bp | Bc | Diff |  | Résultats (▼ dom., ► ext.) | ACa | Oli | Bol |
| ---- | --------------- | --- | - | - | - | - | -- | -- | ---- |  | -------------------------- | --- | --- | --- |
| 1    | América de Cali | 5   | 4 | 2 | 1 | 1 | 4  | 4  | 0    |  | América de Cali            |     | 1-0 | 2-1 |
| 2    | Club Olimpia    | 4   | 4 | 1 | 2 | 1 | 5  | 4  | +1   |  | Club Olimpia               | 1-1 |     | 3-1 |
| 3    | Club Bolívar    | 3   | 4 | 1 | 1 | 2 | 5  | 6  | -1   |  | Club Bolívar               | 2-0 | 1-1 |     |

### Finale
| 22 octobre 1986 | Corporación Deportiva América Cali | 1 – 2 | Club Atlético River Plate | Stade olympique Pascual-Guerrero, Cali                  |                                                         |
|                 | Cabañas 46e                        |       | 22e Funes · 25e Alonso    | Spectateurs : 48 600 Arbitrage : Juan Daniel Cardellino | Spectateurs : 48 600 Arbitrage : Juan Daniel Cardellino |

| 29 octobre 1986 | Club Atlético River Plate | 1 – 0 | Corporación Deportiva América Cali | El Monumental, Buenos Aires                          |                                                      |
|                 | Funes 23e                 |       |                                    | Spectateurs : 74 300 Arbitrage : José Roberto Wright | Spectateurs : 74 300 Arbitrage : José Roberto Wright |

| Vainqueur de la Copa Libertadores 1986  |
| --------------------------------------- |
| Club Atlético River Plate Premier titre |